# Suvi Minkkinen
Suvi Minkkinen (Joutsa, 8 de diciembre de 1994) es una deportista finlandesa que compite en biatlón. Ganó una medalla de bronce en el Campeonato Mundial de Biatlón de 2025, en la prueba de velocidad.

## Palmarés internacional
| Campeonato Mundial | Campeonato Mundial  | Campeonato Mundial | Campeonato Mundial |
| Año                | Lugar               | Medalla            | Prueba             |
| ------------------ | ------------------- | ------------------ | ------------------ |
| 2025               | Lenzerheide (Suiza) | Medalla de bronce  | Velocidad          |